# Jenisejska Bojowa Flotylla Rzeczna
Jenisejska Rzeczna Flotylla Bojowa (ros. Енисейская речная боевая флотилия) – flotylla rzeczna białych działająca na rzece Jenisej podczas wojny domowej w Rosji

## Historia flotylli
Pierwsze próby użycia na rzece Jenisej rzecznych statków parowych do celów wojskowych zostały podjęte przez białych jeszcze podczas kampanii 1918 r. Wiosną 1919 r. wojska białych działające na obszarze guberni jenisejskiej i częściowo irkuckiej znalazły się w trudnym położeniu taktycznym ze względu na silny rozwój ruchu partyzanckiego. Najbardziej aktywnie partyzanci działali między rzekami Jenisej i jej dopływem Kan, tworząc nawet Stepno-Badżejską Republikę Partyzancką i Tasiejewską Republikę Partyzancką. Dowództwo białych postanowiło więc utworzyć na Jeniseju flotyllę rzeczną, wykorzystując rzekę do komunikacji, szczególnie z północnymi częściami Syberii oraz transportowania broni i żołnierzy do walki z partyzantami. Rozkazem z 18 kwietnia 1919 r. gen. lejt. S.N. Rozanowa, dowodzącego wojskami białych w guberni jenisejskiej, rozpoczęto formowanie Jenisejskiej Rzecznej Flotylli Bojowej. Odpowiedzialni za to byli miczman Pokrowski i miczman Zamiatkin. Zadaniami flotylli było: zwalczanie nieprzyjacielskich statków, obrona brzegu rzeki w rejonie rzeki Oznaczennaja i miasta Jenisejsk, czyli na obszarze ponad 1 tys. km, walka z oddziałami partyzanckimi, prowadzenie rozpoznania rzeki i jej dopływów, transport wojsk desantowych, utrzymywanie łączności między sztabem białych w Krasnojarsku a oddziałami w terenie. Flotylla została utworzona do końca maja 1919 r. Jej baza znajdowała się w Krasnojarsku. Składała się ze zmobilizowanych i uzbrojonych statków rzecznych. Jednakże w uzbrojeniu statków (przede wszystkim w działa) oraz wyposażeniu i umundurowaniu ich załóg było wiele niedostatków. Stawiało to pod znakiem zapytania realizację zadań przez flotyllę. Początkowo funkcję dowódcy flotylli pełnił mianowany na porucznika Pokrowski, ale szybko zmienił go kpt. 2 rangi M. I. Szczerbicki. 26 lipca 1919 r. dowództwo ponownie objął por. Pokrowski. Na statkach służyli w większości robotnicy floty rzecznej z okresu pokoju. Ich dowódcami byli z nielicznymi wyjątkami oficerowie wojsk lądowych. Brakowało kadry technicznej. Na przełomie 1919 i 1920 r. por. Pokrowski sformował kompanię ćwiczebną, w której kształcili się specjaliści. Na pocz. września 1919 r. w skład flotylli wchodziły 2 parochody, uzbrojone w działa polowe, 1 parochod, uzbrojony w karabiny maszynowe, 5 kutrów, 2 barki, 1 łódka motorowa. Burty parochodów były wzmocnione stalowymi pancerzami. Największe nasilenie działań bojowych flotylli miało miejsce od pocz. czerwca do pocz. listopada 1919 r. Od 2 czerwca uczestniczyła ona w operacji tasiejewskiej. Do 10 czerwca barki z wojskiem ochraniane przez parochody i 3 kutry zostały przetransportowane w dół Jeniseja. Po drodze były wysadzane nieduże desanty. Walczyły one z oddziałami Tasiejewskiej Armii Partyzanckiej. W czasie ich odwrotu statki wspierały ogniem artyleryjskim i karabinów maszynowych nacierające wojska białych. 12 lipca operacja zakończyła się. 1 parochod i część kutrów pozostały na rzece dla patrolowania, zaś por. Pokrowski z 1 kutrem powrócił do Krasnojarska. Od końca lipca do I poł. września statki flotylli patrolowały Jenisej z dopływami, od czasu do czasu zwalczając oddziały partyzanckie zbliżające się do brzegu rzeki. 5 sierpnia 2 kutry pod dowództwem por. Zabielina przepłynęły do miasta Biełocarsk, tworząc oddział flotylli rzecznej przy oddziale minusinskim. Po zajęciu Minusińska przez oddziały partyzanckie 12 września 1919 r., 2 kutry wypłynęły w górę rzeki, docierając 22 września do oddziału minusinskiego. Zmobilizowano i uzbrojono 2 parochody, aby przetransportować desant pod Minusińsk. W pierwszych dniach października 1919 r. rozpoczęła się operacja minusinska. Do II poł. października kutry flotylli rozpoznawały brzegi rzeki i zwalczały ogniem artyleryjskim oddziały partyzanckie. Zatopiły też prom przewożący konnicę partyzantów. Przy tych działaniach poniosły pewne straty. 18 października wszystkie statki zostały wezwane przez dowództwo wojsk białych do Krasnojarska, dokąd przybyły 21 października. 1 listopada zostały zacumowane na przystani, ich silniki częściowo rozebrane i przetransportowane na brzeg. Część załóg pozostała na statkach dla ochrony, pozostałych odkomenderowano do oddziałów. Było to związane z tym, że głównodowodzący wojskami białych w guberni jenisejskiej uznał niemożliwość dalszego działania bojowego Jenisejskiej Rzecznej Flotylli Bojowej. Pojawiły się wprawdzie plany jej reaktywowania, ale zostały przekreślone zdobyciem przez wojska bolszewickie Krasnojarska 6 stycznia 1920 r. Przejęły one statki flotylli białych, z których utworzono Jenisejską Flotyllę Wojenną.

## Statki Jenisejskiej Rzecznej Flotylli Bojowej
- parochod „Ангара” (uzbrojenie – 2 działa, załoga – 31 ludzi)
- parochod „Енисейск” (uzbrojenie 1 działo, 2 karabiny maszynowe, załoga – 29 ludzi)
- parochod „Инородец” (nie uzbrojony, załoga – 15 ludzi)
- parochod „Иона” (uzbrojenie – 2 karabiny maszynowe)
- parochod „Иртыш” (uzbrojenie – 2 działka 37 mm, 2 karabiny maszynowe)
- parochod „Бывший” (uzbrojenie – 2 działa, 2 karabiny maszynowe)
- parochod „Красноярец” (nie uzbrojony, załoga – 10 ludzi)
- parochod „Обь” (nie uzbrojony, załoga – 28 ludzi)
- parochod „Тобол”
- kuter „Абакан” (załoga – 2 ludzi)
- kuter „Александр” (załoga – 4 ludzi)
- kuter „Джой” (uzbrojenie – 2 karabiny maszynowe, załoga – 4 ludzi)
- kuter „Ерш” (załoga 2 ludzi)
- kuter „Кормилец” (załoga 4 ludzi)
- kuter „Кузнецк” (uzbrojenie – 2 karabiny maszynowe, załoga – 15 ludzi)
- kuter „Минусенок” (uzbrojenie – 2 karabiny maszynowe, załoga 5 ludzi)
- kuter „Разведчик” (Nr 28) (uzbrojenie – 2 karabiny maszynowe, załoga 4 ludzi)
- barka „Стрела” (uzbrojenie 2 karabiny maszynowe, załoga – 12 ludzi)
- łódź motorowa „Заря”